# Dalmoak House

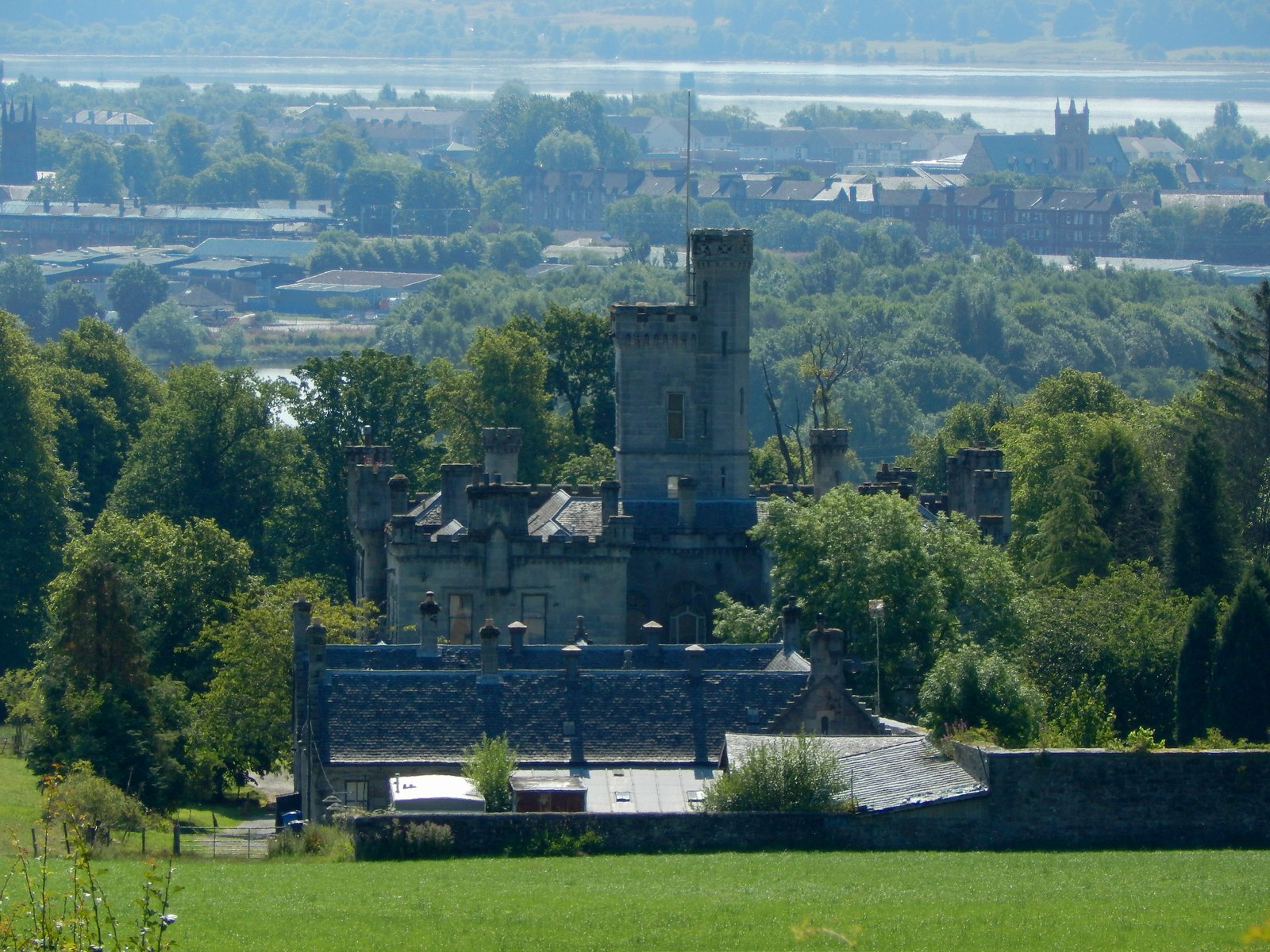
Dalmoak House

Dalmoak House ist eine Villa nahe der schottischen Stadt Renton in der Council Area West Dunbartonshire. 1980 wurde das Bauwerk in die schottischen Denkmallisten in der höchsten Kategorie A aufgenommen.

## Geschichte
Ein Anwesen namens Dalmoak ist an diesem Ort bereits seit dem Mittelalter verzeichnet. Später war es Teil des königlichen Jagdgrundes Robert I. Obschon ab dem 15. Jahrhundert von Dalmoak Castle am Ort der heutigen Villa berichtet wird, handelte es sich dabei wahrscheinlich nicht um eine Burg. Mitte des 17. Jahrhunderts lebte dort John Semphill der Provost von Dumbarton, der als Anhänger der Covenanters an der Befreiung von Dumbarton Castle von den royalistischen Truppen beteiligt war.
Die heutige Villa ließ James Aitken, der Eigentümer der Whiskybrennerei Rosebank in Camelon, errichten, weshalb das Gebäude auch als „Brandy Castle“ bezeichnet wird. Es wurde zwischen 1866 und 1869 erbaut. Während des Zweiten Weltkriegs nutzte die Royal Air Force Dalmoak House. Anschließend besaß ein junger Landwirt das Anwesen, in dem auf Grund der nachkrieglichen Wohnungsknappheit neun Familien untergebracht wurden. Danach wurde landwirtschaftlich genutzt. Nachdem Dalmoak House in der zweiten Hälfte des 20. Jahrhunderts einige Zeit leer stand, verschlechterte sich der Zustand der Bausubstanz. Es wurde dann an eine Privatperson verkauft, die es restaurierte und dort ein privates Altenheim einrichtete.

## Beschreibung
Dalmoak House liegt isoliert rund einen Kilometer südwestlich von Renton und nordwestlich von Dumbarton. Das Gebäude weist einen U-förmigen Grundriss auf. Es ist im Stile einer Burg verziert, mit Wehrtürmchen und umlaufenden Zinnen. Die südostexponierte Vorderfront des zweistöckigen Bauwerks ist symmetrisch aufgebaut, mit einem mittigen Eingangsbereich und Fenster auf fünf vertikalen Achsen. Auf den beiden äußeren Achsen treten Ausluchten hervor. Die Gebäudeöffnungen an den beiden Seitenfassaden sind ebenfalls auf fünf Achsen angeordnet und entsprechen stilistisch der Vorderseite. Ein Fenster, das ein Abbild der roten Hand der irischen Provinz Ulster zeigt, ist möglicherweise das größte Glasbild Großbritanniens, das sich in Privatbesitz befindet. Die Gebäudedächer sind mit grauen Schieferschindeln eingedeckt.